# Fülane Hatun
Fülane Hatun (Esmirna, c. 1496 — Edirne, c. 1550) fue la primera consorte del sultán otomano Solimán el Magnífico.

## Biografía
El nombre de nacimiento de Fülane (que significa señorita y se usa cuando no se sabe el nombre de alguien) está perdido en la historia otomana, unas pocas fuentes afirman que se llamaba Mükerrem, pero esto es casi improbable. Era una cristiana de Esmirna y llegó al harén hacia 1510 con 14 años. Solimán aún era un Sanjak Bey. En noviembre de 1512, Fülane daría a luz al primer príncipe y futuro heredero al trono, Şehzade Mahmud. En 1514, Solimán tomaba como concubina a Mahidevran Hatun. No pasarían ni dos años cuando Mahidevran dio a luz a Şehzade Mustafa. 
Entre 1520 y 1522, una epidemia de viruela se extendió por la capital, y luego por el palacio. El 29 de octubre de 1521, Mahmud que era el principal heredero al trono falleció por ello a la corta edad de nueve años. Junto con Murad, su medio hermano murieron a causa de esto. El único sobreviviente fue Şehzade Mustafa.
De ahí en adelante se sabe qué fue exiliada. Falleció en 1550 en Edirne.

## Descendencia
- Şehzade Mahmud (Noviembre de 1512 — 29 de octubre de 1521).